# Lucjana
Lucjana – żeński odpowiednik imienia Lucjan, pochodzi z języka łacińskiego. Oboczna forma imienia Łucjana.
Imię rzadkie w Polsce. W styczniu 2025 r. w rejestrze PESEL, wśród publicznie dostępnych danych dotyczących osób żyjących, wykazano 171 kobiet o imieniu Lucjana nadanym jako imię pierwsze.
Lucjana imieniny obchodzi 4 marca i 26 października.

## Kobiety o imieniu Lucjana
- Lucjana Bracka – polska aktorka,
- Luciana Paluzzi – włoska aktorka.